# Race supérieure

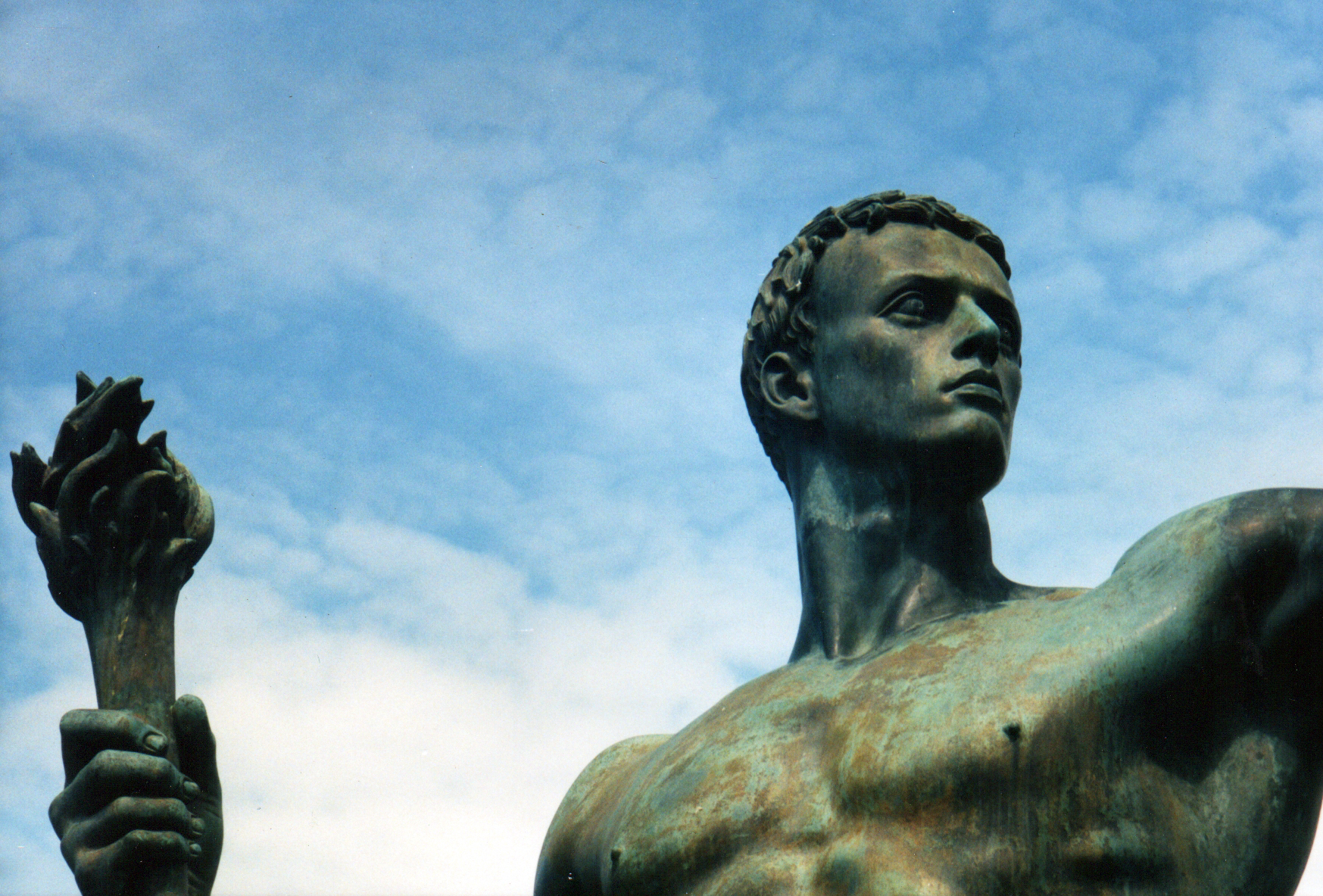
Sculpture d'Arno Breker qui représente l'homme nouveau.

La race supérieure est une idéologie toujours vivante, issue du XIXe et de la première moitié du XXe siècle utilisée notamment pour justifier l'expansion coloniale des États européens.

## Historique
L'expression de « race supérieure » s'est développée au XIXe pendant l'expansion coloniale des États européens. En opérant une comparaison entre la lutte biologique des espèces et les combats entre les nations ou les peuples, il cherche à justifier le colonialisme qui est ainsi légitimé comme une loi quasi naturelle. Les axiomes du darwinisme social créent une échelle évolutionniste entre les « peuples primitifs » faiblement développés et les « nations civilisées » jugées supérieures. Elle constitue la justification idéologique de la domination de la « race blanche » considérée comme plus évoluée.

### Arthur de Gobineau
Les historiens attribuent généralement l'origine de l'idéologie à Arthur de Gobineau qui dans son Essai sur l'inégalité des races humaines (1816-1882) estime que le cours de l'histoire du monde est déterminé par la race. Alors que toutes les civilisations sont attribuées aux Aryens, il faut regarder les autres « races » comme « inférieures ». Placée au sommet de la hiérarchie des races primitives, la race blanche se voit néanmoins dénuée selon Gobineau d'un principe indispensable à l'épanouissement des civilisations, et plus particulièrement des arts, celui des sensations. Pour acquérir cette propriété, « cachée dans le sang des noirs », le métissage, auquel la nature civilisatrice de la race blanche la pousse infailliblement, s'avère indispensable : car si la race blanche est dépourvue des qualités sensuelles, la race noire manque pour Gobineau des « aptitudes intellectuelles » nécessaires à « la culture de l'art ». Ce métissage a toutefois son envers : il « mène les sociétés au néant auquel rien ne peut remédier ».
Largement ignorées lors de la parution de l’Essai en France, c'est en Allemagne que les théories de Gobineau suscitent le plus l'intérêt. Introduites par Ludwig Schemann, qui les traduit en allemand, elles connaissent une grande vogue dans les milieux wagnériens de la fin du XIXe siècle. Houston Chamberlain, tout en s'emparant de son idée de race aryenne, se démarque toutefois d'une théorie qui lui paraît manquer de rigueur et qui, surtout, ne permet pas de fonder la politique de « régénération raciale » dont il se fait le promoteur.

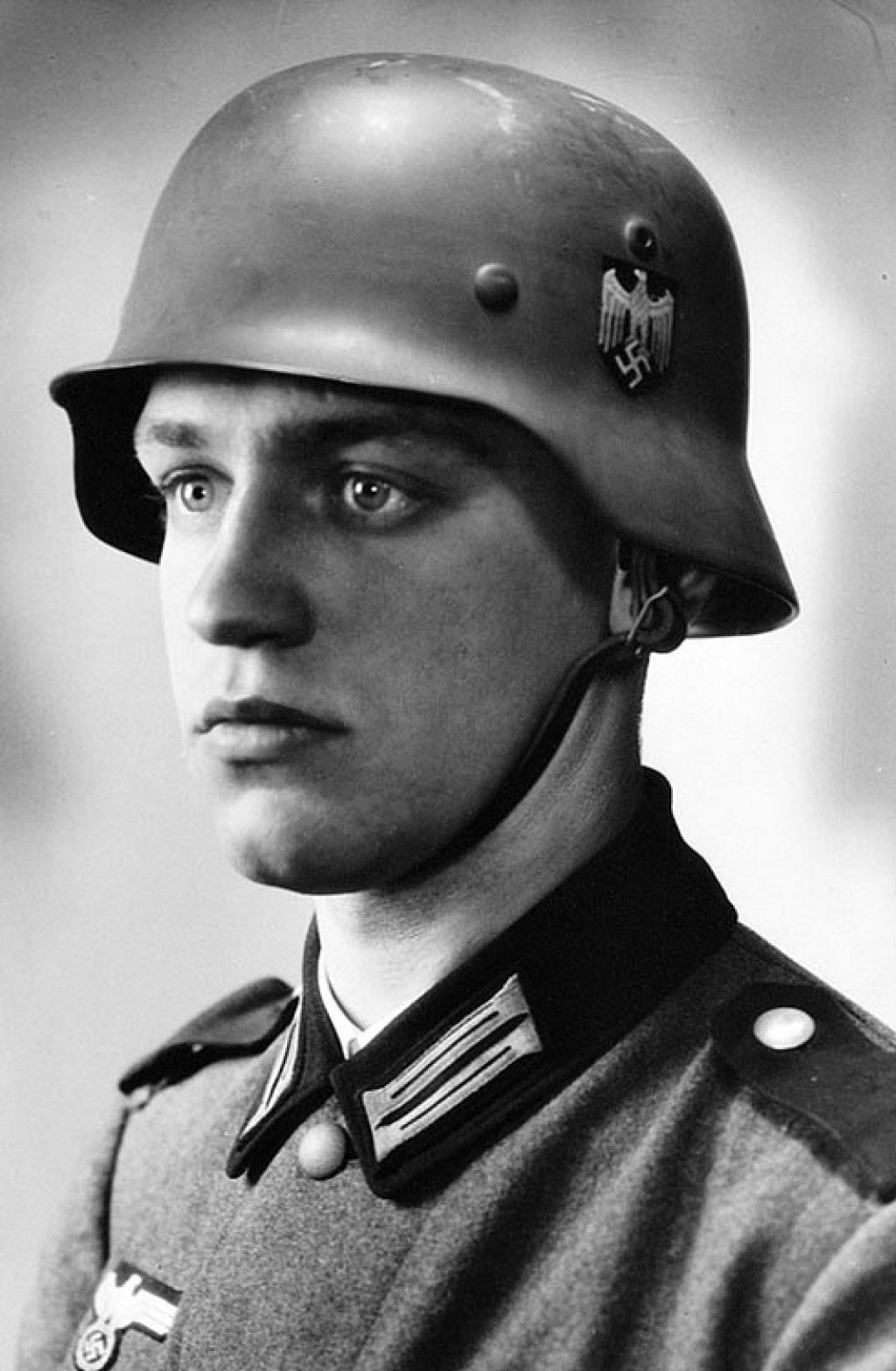
Photo de Werner Goldberg, apparue en 1939 comme « Le soldat allemand idéal ».

### Un concept largement répandu
Loin d'être limité à certains cercles conservateurs, l'idée de « race supérieure » est largement répandue dans la classe politique républicaine pour justifier l'expansion coloniale au nom de la civilisation et du progrès. Ainsi le célèbre discours de Jules Ferry prononcé à la Chambre des députés le 28 juillet 1885.

« Messieurs, il y a un second point, un second ordre d’idées que je dois également aborder (...) : c’est le côté humanitaire et civilisateur de la question. (...) Messieurs, il faut parler plus haut et plus vrai ! Il faut dire ouvertement qu’en effet les races supérieures ont un droit vis-à-vis des races inférieures. (...) Je répète qu’il y a pour les races supérieures un droit, parce qu’il y a un devoir pour elles. Elles ont le devoir de civiliser les races inférieures. (...) Ces devoirs ont souvent été méconnus dans l'histoire des siècles précédents, et certainement quand les soldats et les explorateurs espagnols introduisaient l'esclavage dans l'Amérique centrale, ils n'accomplissaient pas leur devoir d'hommes de race supérieure. Mais de nos jours, je soutiens que les nations européennes s'acquittent avec largeur, grandeur et honnêteté de ce devoir supérieur de la civilisation. »

### Friedrich Nietzsche
Friedrich Nietzsche reprenant le vocabulaire de son temps utilise fréquemment dans ses écrits l'expression de « race supérieure », notamment dans son appel à créer un « surhomme ». Un terme qui désigne « le philosophe à venir, enfin dégagé du poids du christianisme, capable de forger des nouvelles valeurs après "la mort de Dieu" ». notons que la notion de race chez Nietzsche n'a aucune connotation raciste.

### Houston Stewart Chamberlain
Dans l'ouvrage qui le rendit célèbre, La Genèse du XIXe siècle (1899), l'essayiste anglais d'expression allemande Houston Stewart Chamberlain reprenant les idées de Gobineau soutenait que la race supérieure désignée sous le terme de « race aryenne ») était l'ancêtre de toutes les classes dirigeantes d'Europe et d'Asie, qu'elle n'avait pas cessé d'exister et qu'elle subsistait à l'état pur en Allemagne.
Chamberlain incluait dans la race aryenne les peuples celtiques et nordiques qu'il considérait comme appartenant à la même famille germanique ainsi que les Berbères d'Afrique du Nord. Son livre connaît un important succès éditorial.
Ses écrits inspirèrent notamment Alfred Rosenberg et Adolf Hitler.